# Anders Millberg
Anders Millberg, född 29 april 1690 i Virserums socken, död 30 mars 1749 i Röks socken, Östergötlands län, var en svensk präst i Röks församling.

## Biografi
Anders Millberg föddes 29 april 1690 i Virserums socken. Han var son till bonden Olof Andersson och Brita Olofsdotter. Millberg blev 1719 student vid Lunds universitet och 1726 filosofie magister. Han prästvigdes 1731 och blev 1732 kyrkoherde i Röks församling. Millberg avled 30 mars 1749 i Röks socken.
Millberg gifte sig första gången 10 oktober 1732 med Anna Catharina Hasselbatt (1707–1733). Hon var dotter till kyrkoherde Isak Hasselblatt och Rebecka Gahm i Röks socken. De fick tillsammans dottern Margareta Rebecka (1733–1733). Millberg gifte sig andra gången 5 april 1738 med Märta Maria Trolle. Hon var dotter till häradshövdingen Israel Trolle och Inga Margareta von Rudbeck. De fick tillsammans barnen Inga Christina (1739–1744), Juliana (född 1741), Israel (1742–1743), Olof (1743–1771), Dorothea (1746–1747) och Petrus (född 1748).